# Шестаково (Частоозерський округ)
Шестако́во (рос. Шестаково) — присілок у складі Частоозерського округу Курганської області, Росія.
Населення — 68 осіб (2010, 129 у 2002).
Національний склад станом на 2002 рік:
- росіяни — 88 %